# 24-Stunden-Rennen von Le Mans 2023

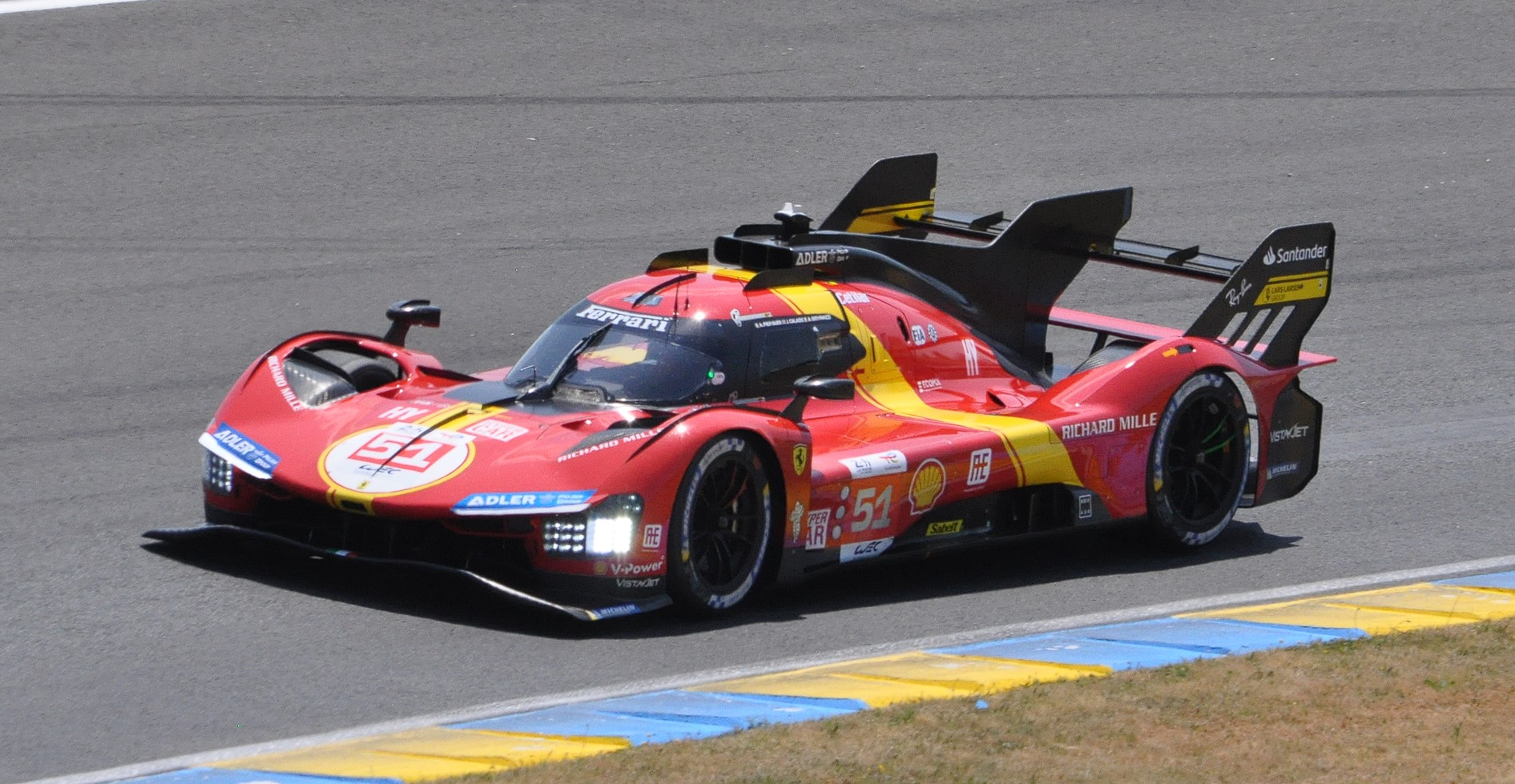
Der siegreiche Ferrari 499P von Alessandro Pier Guidi, James Calado und Antonio Giovinazzi

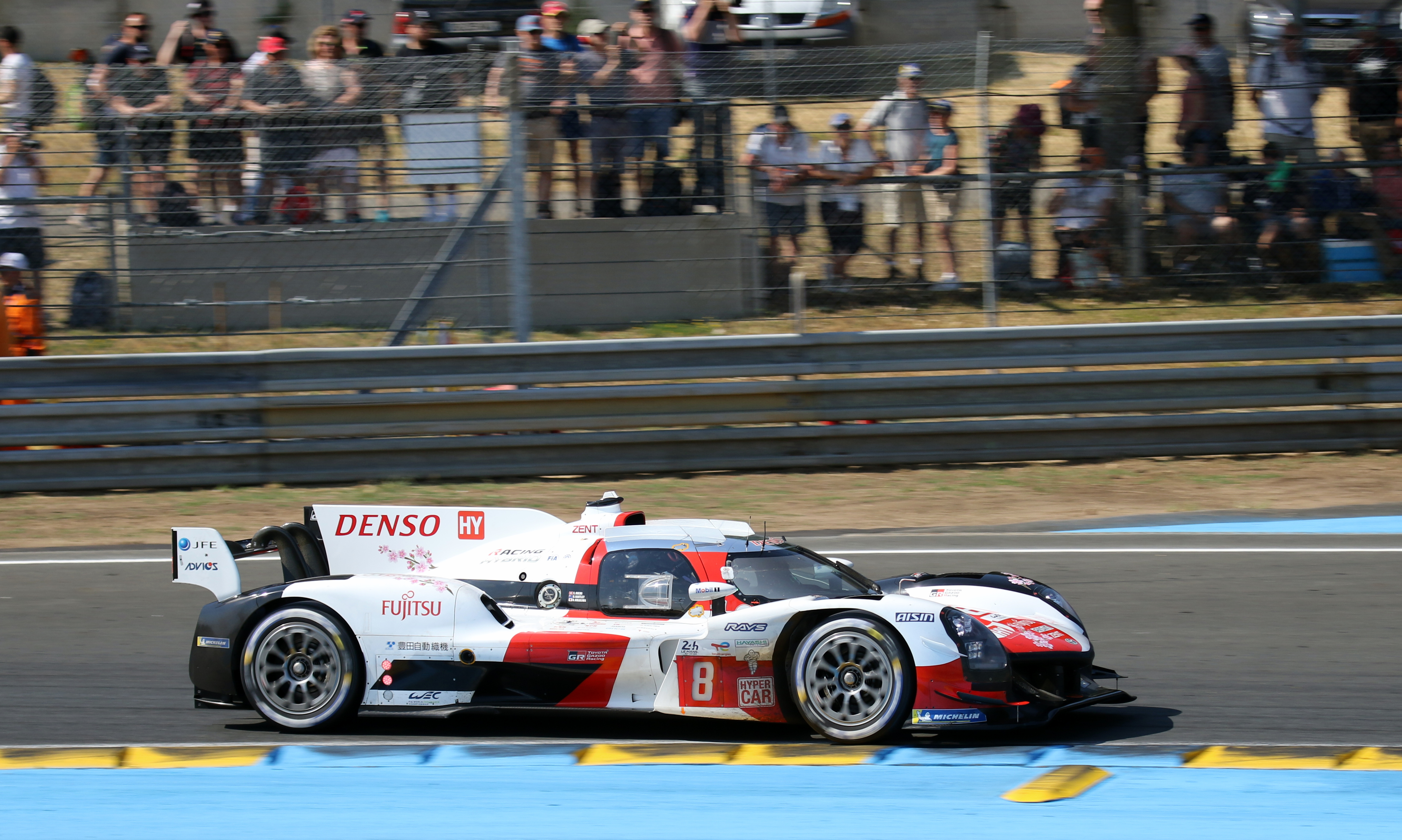
Der zweitplatzierte Toyota GR010 Hybrid von Sébastien Buemi, Brendon Hartley und Ryō Hirakawa

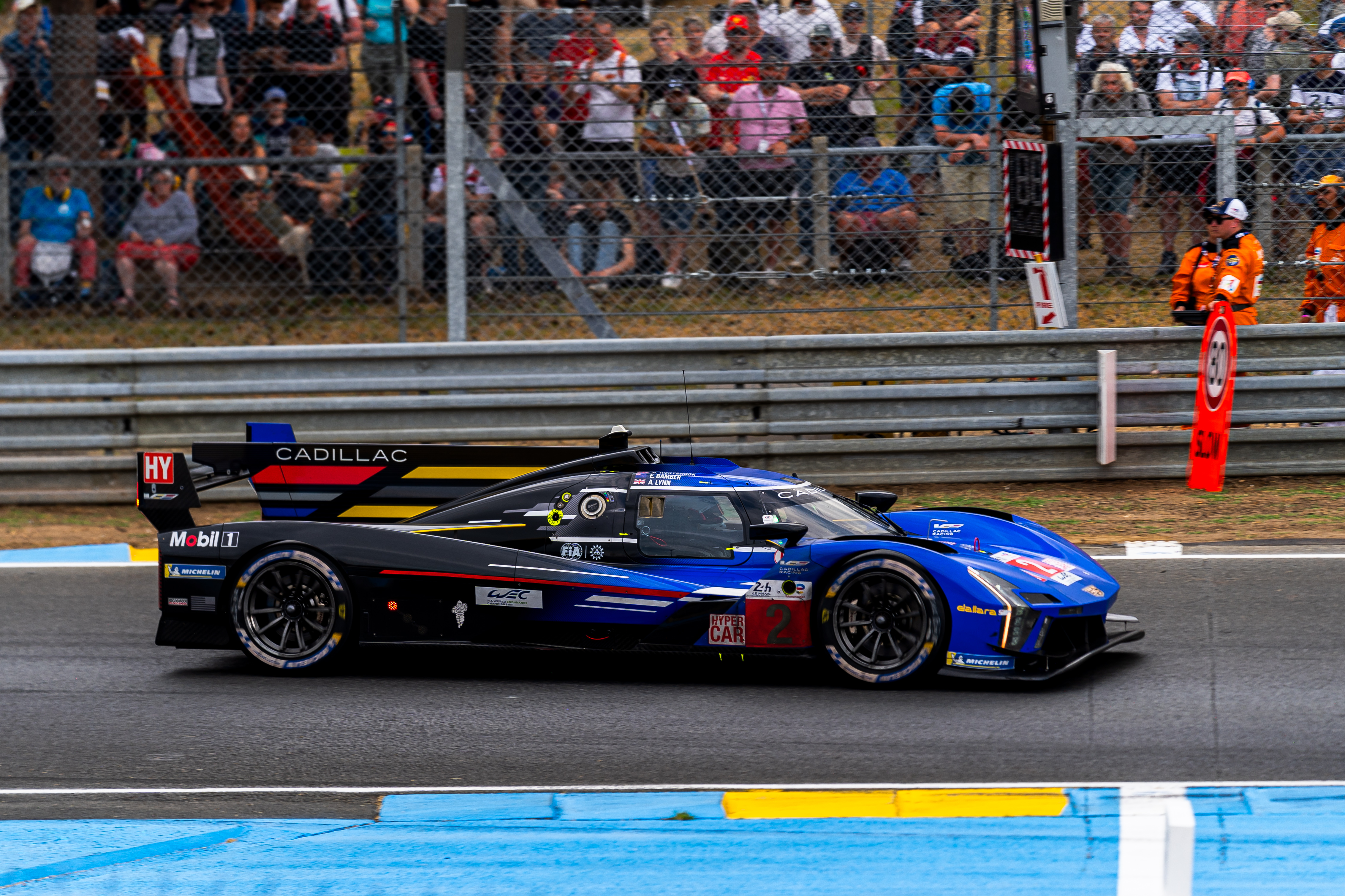
Der drittplatzierte Cadillac V-Series.R von Earl Bamber, Alex Lynn und Richard Westbrook

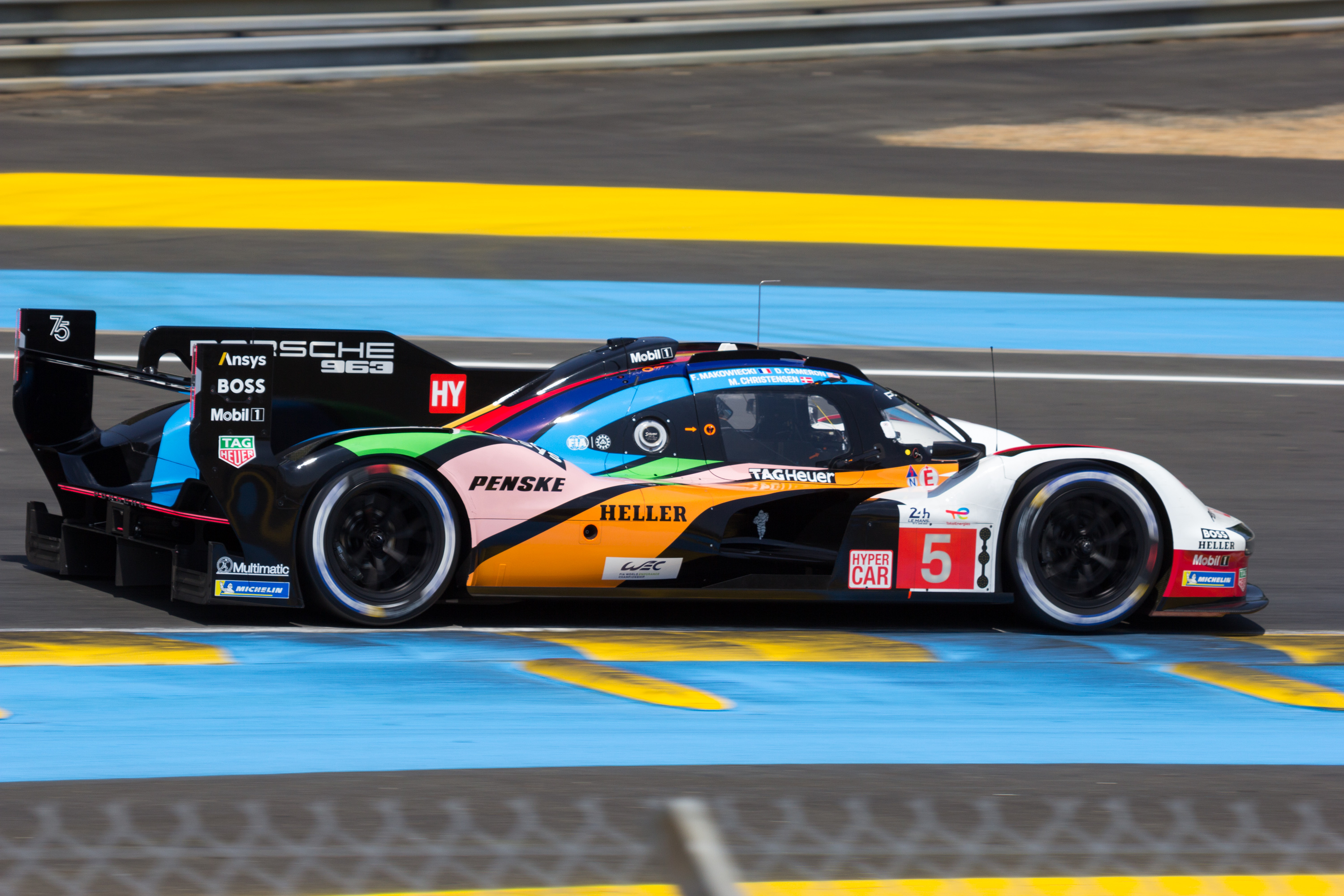
Neunter Gesamtrang für den Porsche 963 von Dane Cameron, Michael Christensen und Frédéric Makowiecki

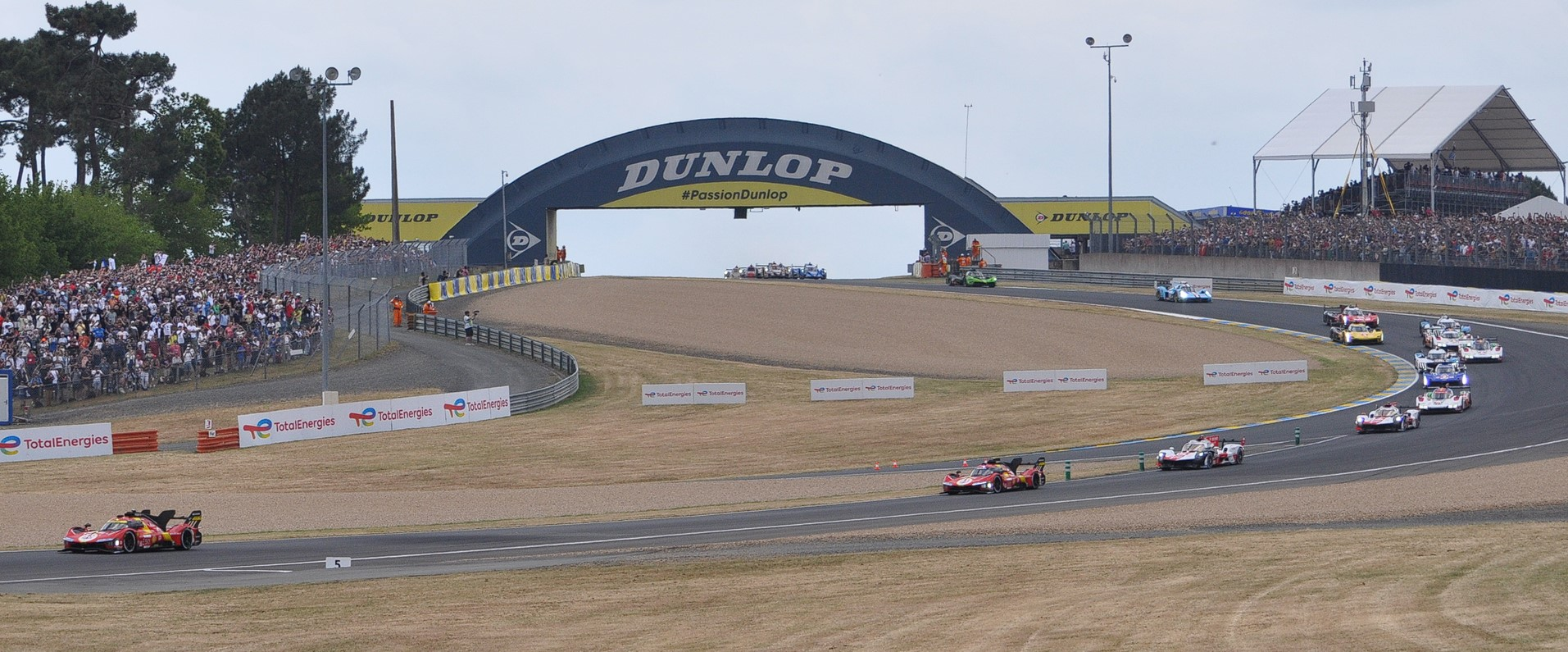
Erste Runde, das Feld der Hypercars zum ersten Mal unter dem Dunlop-Bogen

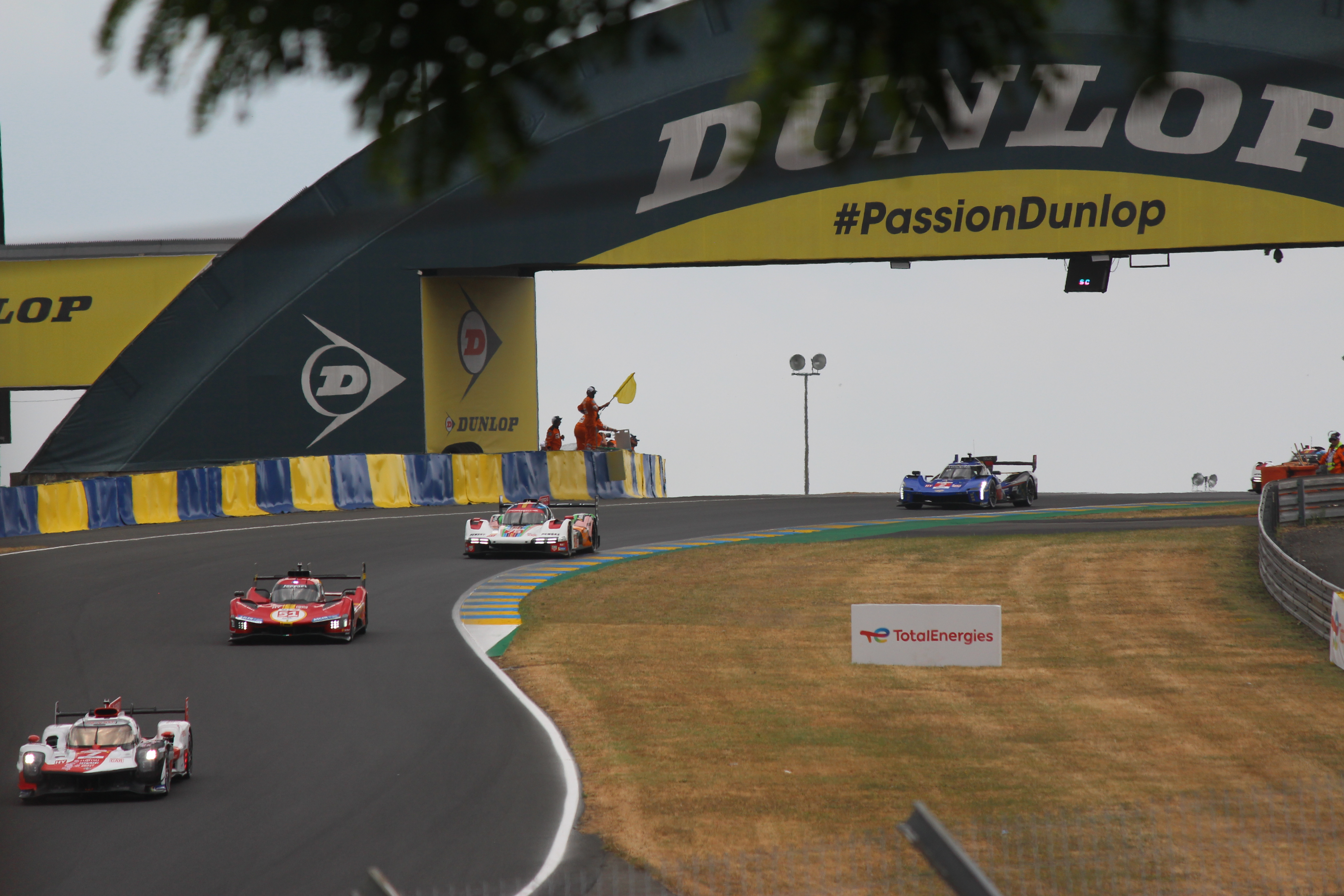
Knapp nach dem Rennstart; Toyota GR010 Hybrid (#7), vor dem später siegreichen Ferrari 499P (#51), dem Porsche 963 (#75) und dem Cadillac V-Series.R (#2)

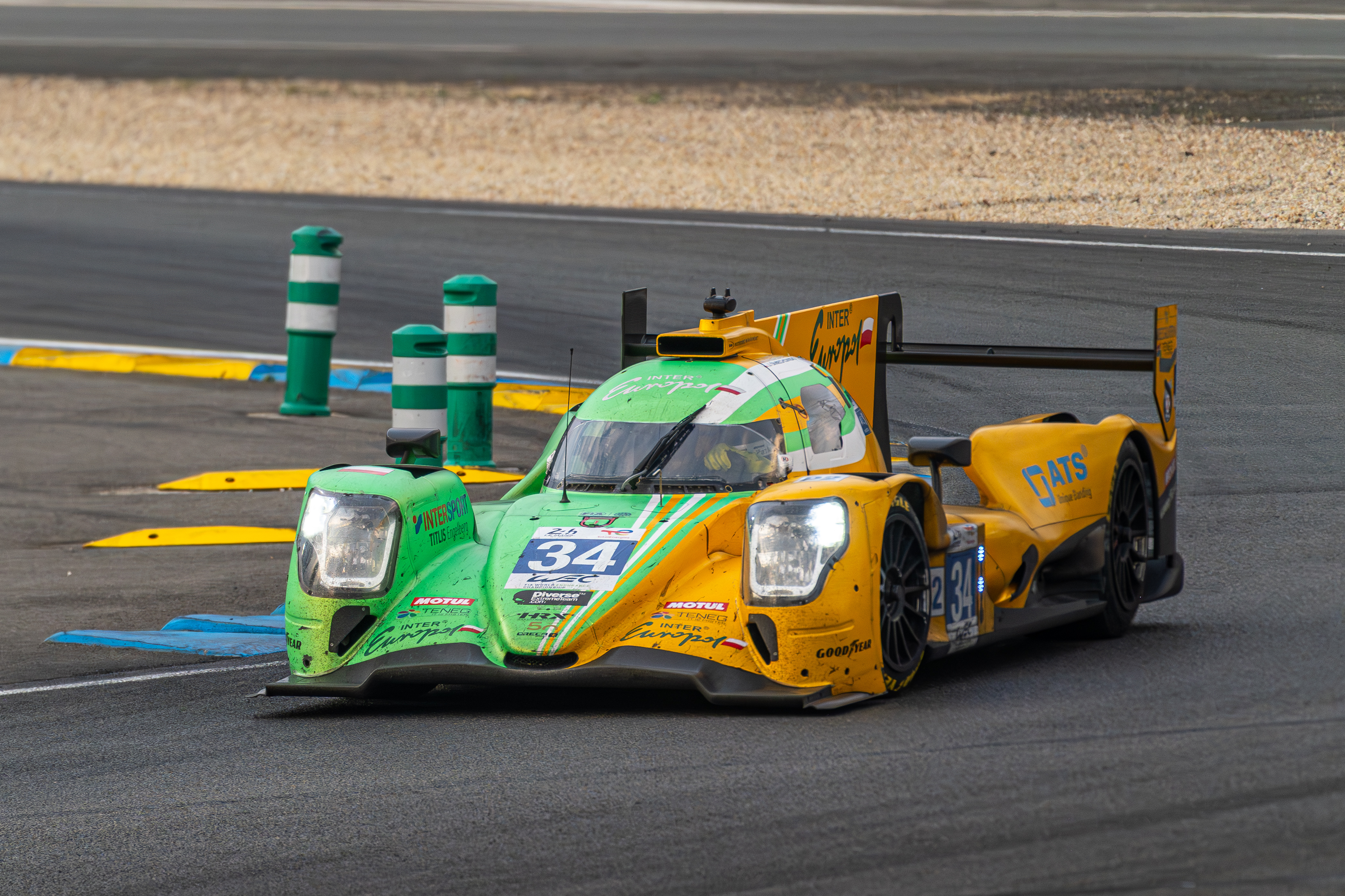
Der in der LMP2-Klasse siegreiche Inter-Europol-Oreca 07

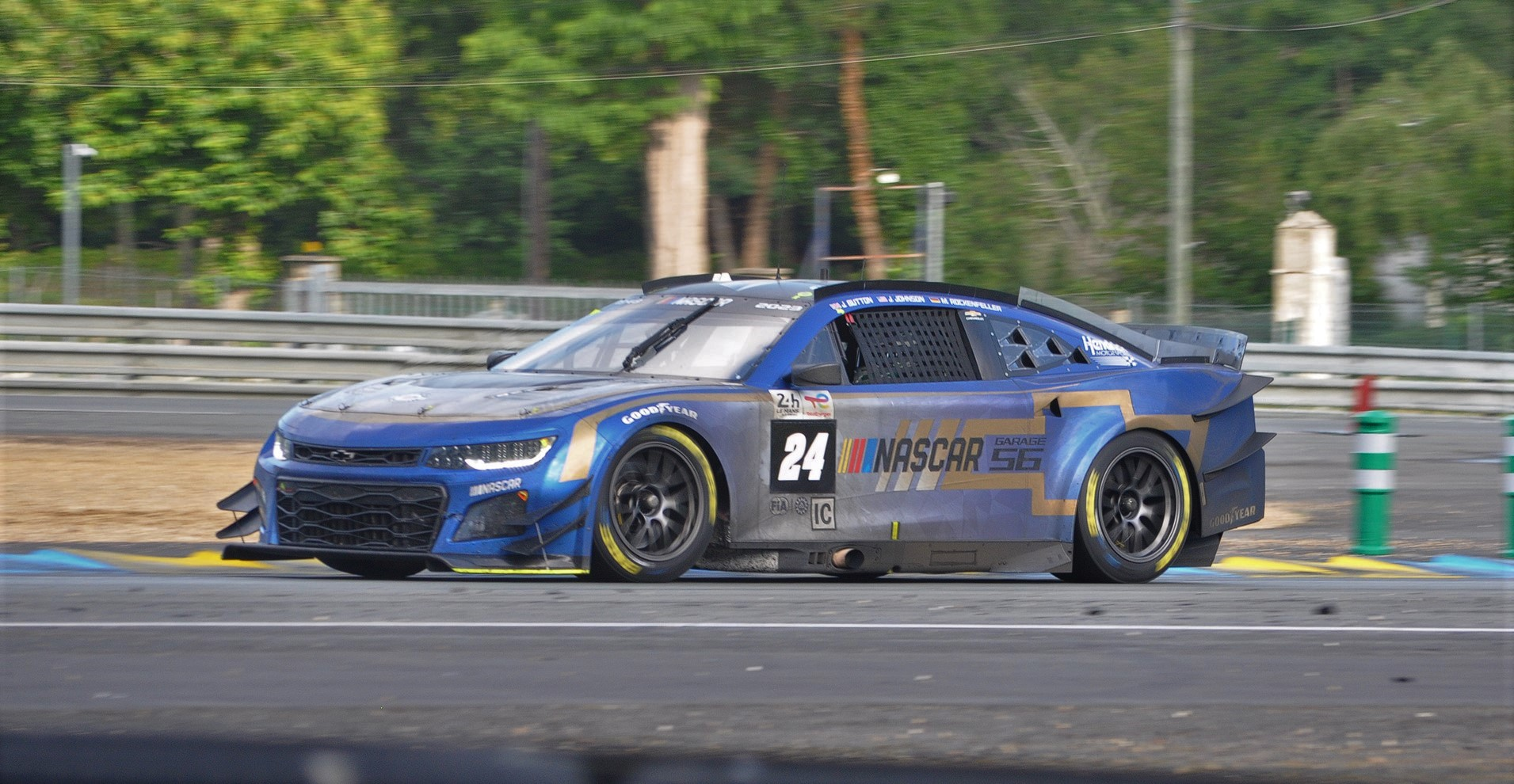
Der Garage 56-NASCAR-Chevrolet von Jenson Button, Jimmie Johnson und Mike Rockenfeller

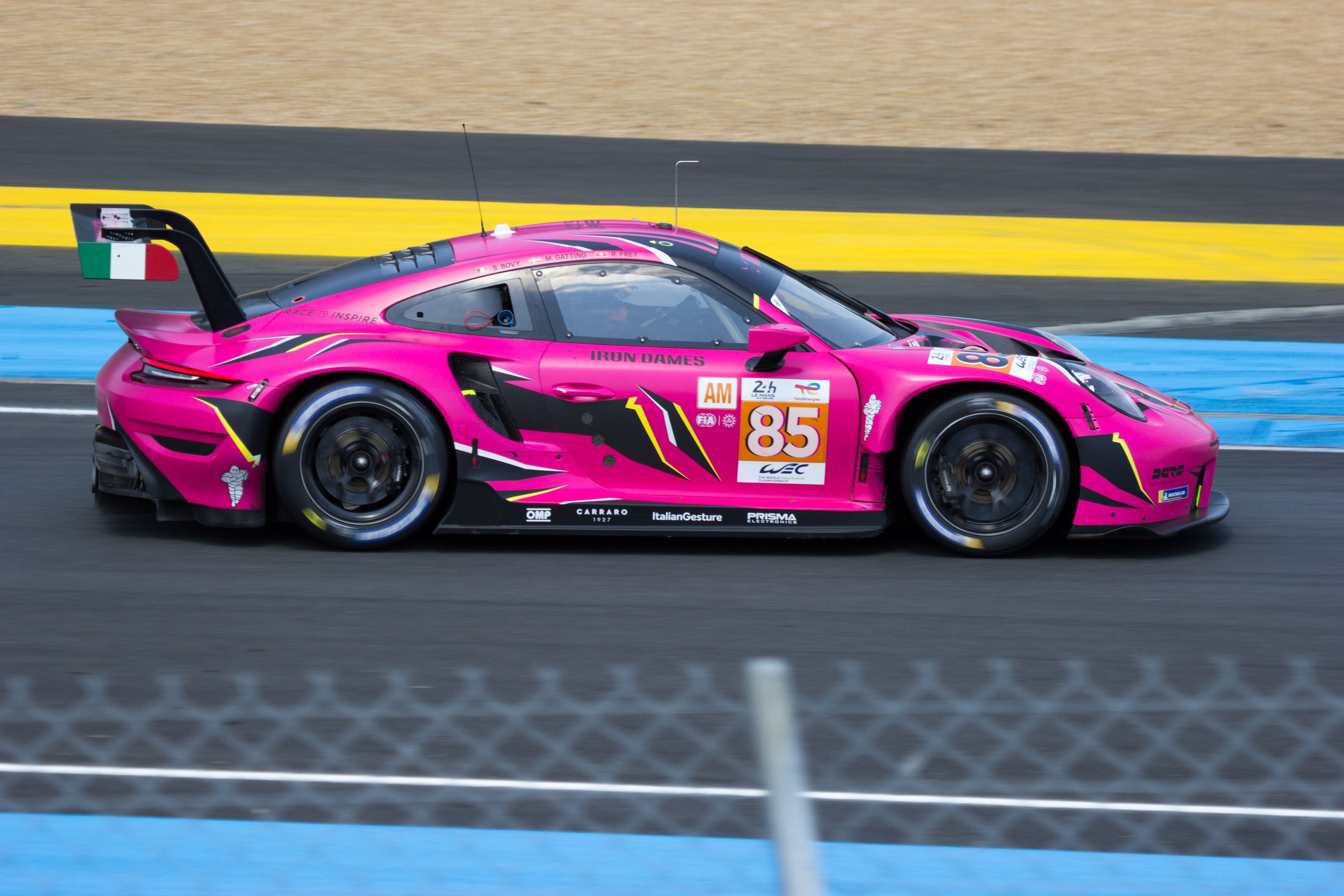
Der Iron-Dames-Porsche 911 RSR-19 von Sarah Bovy, Rahel Frey und Michelle Gatting

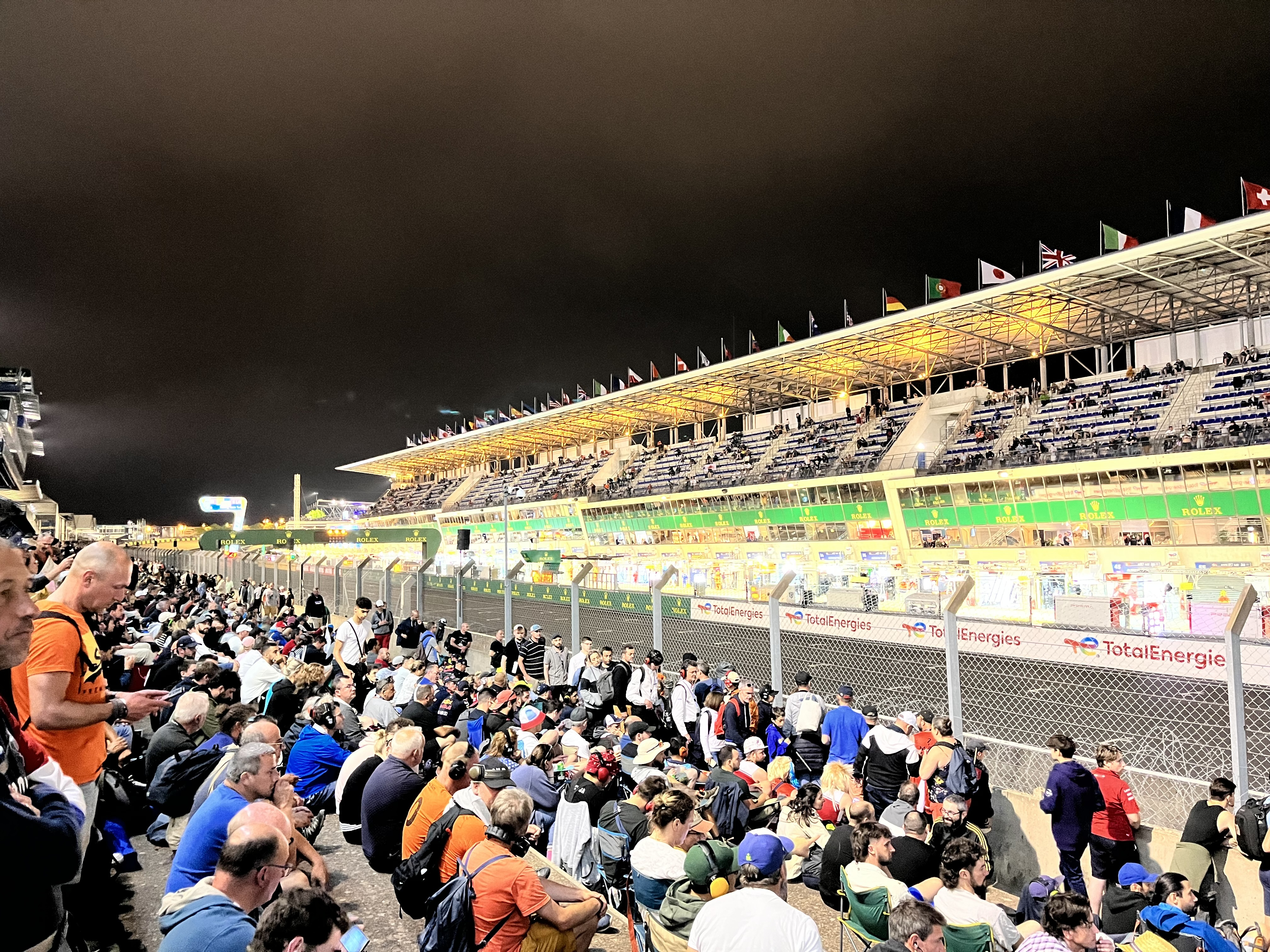
Volle Zuschauertribünen in der Nacht

Das 91. 24-Stunden-Rennen von Le Mans, der 91e Grand Prix d’Endurance les 24 Heures du Mans, auch 24 Heures du Mans, fand am 10. und 11. Juni 2023 auf dem Circuit des 24 Heures statt.

## Das Rennen

### Hypercars
Das gesteigerte Interesse von Automobilherstellern an den Le-Mans-Hypercars und den LMDh-Rennwagen zeigte das Starterfeld in Le Mans. Zu den in der FIA-Langstrecken-Weltmeisterschaft 2023 gemeldeten Fahrzeugen kamen zwei weitere Cadillac V-Series.R, ein dritter Porsche 963 von Porsche Penske Motorsport sowie ein zweiter Glickenhaus SCG 007 LMH, sodass sich die Gesamtzahl der gestarteten Hypercars auf 16 erhöhte. Entgegen der ursprünglichen Lösung des Automobile Club de l’Ouest, die vor dem 1000-Meilen-Rennen von Sebring bekanntgegebene Balance of Performance bis zum Rennen in Le Mans nicht zu verändern, wurde kurz vor dem Rennen eine BOP veröffentlicht. Wesentlicher Inhalt: Der Toyota GR010 Hybrid erhielt 37 kg an zusätzlichem Gewicht, der Ferrari 499P 24 kg. Prompt gab es Kritik von Fachleuten und der Teamführung von Toyota GAZOO Racing Europe. Dazu Pascal Vasselon der technische Direktor von Toyota: „Wir können sagen, dass wir überrascht sind darüber, dass die Vorschriften ohne die Zustimmung aller Hersteller geändert wurden. Wir sind besorgt, dass dies zu 'Sandbagging' führen wird“. Nach dem Qualifikationstraining, das die Toyota am dritten und fünften Rang beendeten, erneuerte Teamchef Rob Leupen die Kritik: „Wir denken, sie hätten es nicht tun sollen. Und wenn sie es hätten tun sollen, dann nicht so, wie sie es getan haben. Wir wollen nicht, dass so etwas noch einmal passiert. Aus unserer Sicht ist es nicht logisch, am lautesten zu schreien, um etwas zu erreichen. Die Logik ist, dass wir lange hart gearbeitet haben und das mehr oder weniger zunichte gemacht wurde. Wir sind mit diesem Prozess sehr unzufrieden“.
Die Anfangsphase des Rennens prägten durch Unfälle ausgelöste Full-Course-Yellow- und Safety-Car-Phasen. Dazu kamen drei teils heftige Regenschauer, sodass erst in den frühen Nachtstunden Beruhigung ins Starterfeld kam. Danach entstand der von den Fachleuten erwartete Zweikampf der Ferrari 499P gegen die Toyota GR010 Hybrid, mit dem besseren Ende für Ferrari. Beide Teams mussten während des Rennens Rückschläge hinnehmen. Der bis dahin schnellste Wagen im Feld, der Ferrari 499P von Antonio Fuoco, Miguel Molina und Nicklas Nielsen, musste in der Nacht zu einer außerplanmäßigen Reparatur an die Boxen, die fünf Runden kostete und ihn aus der Entscheidung um den Sieg fallen ließ. Toyota verlor einen Wagen durch eine Kollision. Der Wagen mit der Nummer 7, gefahren von Kamui Kobayashi, wurde bei Abbremsen vor einer Slow Zone (Geschwindigkeitsbeschränkung von 80 km/h für einen Streckenabschnitt) von zwei unachtsamen Fahrern und deren Fahrzeug, sowohl links als auch rechts im Heck angefahren. Dabei gingen beide Hinterreifen und eine Antriebswelle kaputt.
Auch die beiden verblieben Fahrzeuge mussten mit Problemen fertig werden. Ryō Hirakawa hatte im Toyota mit der Nummer 8 1 ½ Stunden vor Rennende eine Leitblankenberührung vor der Arnage-Kurve, weil die hinteren Bremsen blockierten. Schon in der Nacht war er zweimal außerplanmäßig an die Boxen gekommen. Beide Male musste die vordere Karosserie-Abdeckung getauscht werden. Beim ersten Mal ließ ein durch Papier und Plastikteile verlegter Kühler die Motortemperatur extrem ansteigen. Beim zweiten Mal überfuhr er auf der Ligne droite des Hunaudières unabsichtlich ein Kleintier und beschädigte dabei das Karosserieteil. Alessandro Pier Guidi lag im siegreichen Ferrari bereits mit einem Abstand von zwei Minuten auf die Konkurrenz in Führung, als er nach einem Dreher den gesamten Vorsprung wieder verlor. In der Endphase sorgte er für leichte Panik in der Ferrari-Box, als sich der Wagen bei zwei Boxenstopp erste nach mehrmaligem Neustart der gesamten Elektronik wieder starten ließ. Im Ziel hatte das Siegertrio Pier Guidi, James Calado und Antonio Giovinazzi 1:21,793 Minuten Vorsprung auf den Toyota der Vorjahressieger Sébastien Buemi, Brendon Hartley und Ryō Hirakawa. Nach dem Rennen machten die Toyota-Verantwortlichen die BOP-Änderung mitverantwortlich für den zweiten Rang. Dazu Pascal Vasselon: „Der BoP-Effekt betrug mindestens zwei Minuten und 30 Sekunden übers gesamte Rennen“ gratulierte aber fair Ferrari. Und Sébastien Buemi: „Wir waren einfach ein bisschen zu langsam und mussten [das Auto] überfahren, nur um dranzubleiben. Sie waren schneller und konnten es sich leisten, [mit Reserven zu fahren und später aufzudrehen]. Wir haben wirklich alles gegeben“. Neben den Glückwünschen über den Ferrari-Erfolg kamen nach dem Rennen immer mehr kritische Stimmen zur BOP-Entscheidung des ACO auf, dem in manchen Kommentaren vorgeworfen wurde Toyota bewusst am Siegen gehindert zu haben. Selbst der von seiner Zurückhaltung bekannte Akio Toyoda fand kritische Worte: „Kämpfe abseits der Strecke haben unseren Kampf als Sportsleute behindert“. Es sollte jedoch nicht unerwähnt bleiben, dass auch die Ferrari 24 kg Mehrgewicht zu tragen hatten und der Unterschied zu Toyota nur 13 kg betrug. Antonio Giovinazzi nach der Zieldurchfahrt: „Wir haben das Auto im Juli letzten Jahres zum ersten Mal eingesetzt, also vor weniger als einem Jahr, und jetzt hier zu stehen, das ist fantastisch. Wir sollten wirklich stolz sein. Ich denke, wir haben schon in den letzten Rennen gezeigt, dass wir ein schnelles Auto haben, immerhin haben wir es in Sebring auf die Pole gestellt. Im Vergleich zu Toyota hat uns ein wenig Erfahrung gefehlt, vor allem in Bezug auf den Reifenabbau. Allerdings ist die Strecke in Le Mans nicht sehr reifenmordend, was Ferrari zugutekam. Das hat uns geholfen, schneller zu sein“.
Überraschend war der Auftritt der Rennmannschaft von Peugeot. Mit dem beim 6-Stunden-Rennen von Monza 2022 erstmals eingesetzten 9X8 konnte das Team bis zum Rennen in Le Mans die erhofften Erfolge nicht erreichen. Technische Probleme und ausbleibendes Renntempo ließen nichts Gutes erahnen. Auch im Training lagen die beiden Wagen deutlich zurück. Umso erstaunlicher war die Konkurrenzfähigkeit im Rennen. In den frühen Nachtstunden lag Nico Müller im Fahrzeug mit der Nummer 94 sogar in Führung. Erst der Unfall von Gustavo Menezes in der ersten Schikane der Ligne droite des Hunaudières und die anschließend notwendige Wagenreparatur beendeten die Ambitionen auf ein Endergebnis unter den ersten Drei. Bei der Fernsehübertragung weithin sichtbar fotografierte der augenscheinlich gut gelaunte Stellantis-Vorstandsvorsitzende Carlos Tavares den erfreulichen, am Datenkanal sichtbaren, Zwischenstand mit seinem Mobiltelefon. Der zweite 9X8 fiel früh zurück, weil Jean-Éric Vergne nach einem Dreher in der Mulsanne-Kurve ins Kiesbett geriet und viel Zeit verlor, ehe er weiterfahren konnte.
Die zweite Überraschung war der Auftritt des Teams von James Glickenhaus. Trotz einiger Dreher und außerplanmäßigen Boxenstopps platzierten sich die beiden gegenüber dem Vorjahr unveränderten Glickenhaus SCG 007 LMH auf den Gesamträngen sechs (#708) und sieben (#709) und kamen dabei vor dem besten Peugeot 9X8 und Porsche 963 ins Ziel.
Für Porsche verlief das Rennen enttäuschend. Unter den Augen von Roger Penske, dem Teamchef eines der beiden Einsatzteams, bekamen die 963 bald Probleme, die in den frühen Abendstunden begannen. Gegen 20 Uhr 30 verlor der Wagen mit Startnummer 6, wo zu diesem Zeitpunkt Kévin Estre am Steuer saß, zwei Runden nach einem Reifenschaden. Ein Ausrutscher ins Kiesbett, nach einer missglückten Überrundung am Sonntagvormittag, kostete weitere zehn Runden. Erneut saß Estre am Steuer. 20 Minuten nach dem Estre-Reifenschaden gingen die Rennchancen des Jota-Porsche (#38) spektakulär verloren. Vom 60 Startplatz gestartet (keine gezeitete Runde im Qualifikationstraining) lag der Wagen nach einer Safety-Car-Phase in Führung, als der von Ye Yifei gefahrene LMDh-Prototyp ausgerechnet in den Porsche-Kurven gegen eine Barriere prallte. Nur vier Runden benötigten die Jota-Mechaniker um den Wagen wieder auf die Bahn zu bringen. Ein zweiter Unfall, diesmal mit António Félix da Costa als Fahrer, war mit ein Grund für den 40. Rang im Endklassement. Dazu António Félix da Costa: „Wir Fahrer müssen uns beim Team entschuldigen. Das Team hat super gearbeitet, wir haben es vermasselt“. Beim Wagen mit der Nummer 6 summierten sich eine Durchfahrtsstrafe (Überholen, während das Safety-Car auf der Strecke war), eine Reparatur am Kühlsystem und eine defekte Antriebswelle zu einem schlechten Ergebnis. Der aus der IMSA-Serie nach Le Mans gebrachte 963 mit der Startnummer 75 kam nicht ins Ziel. Ohne Benzindruck blieb das Fahrzeug auf der Strecke stehen und Mathieu Jaminet konnte es nicht mehr starten.

### LMP2
Bei den vorherigen 24-Stunden-Rennen, war es Teams mit LMP2-Rennwagen immer wieder gelungen im Schlussklassement Plätze unter den ersten zehn erreichen. Ob des großen Hypercar-Felds schien dies 2023 nur schwer möglich, insofern war der zehnte Gesamtrang des Klassensiegers Inter Europol Competition und den Fahrern Jakub Śmiechowski, Albert Costa und Fabio Scherer unerwartet. Für den Schweizer Fabio Scherer war es ein besonders hartes Rennen. Am Samstagabend fuhr Nicolás Varrone im Chevrolet Corvette C8.R beim Losfahren nach einem Boxenstopp unabsichtlich über den linken Fuß von Scherer, der auf einen Arztbesuch verzichtete. Dazu Scherer: „Die Corvette ist über meinen Fuß gefahren. Ich habe gar nicht gewusst, ob ich heute überhaupt fahren kann. Ich wollte unbedingt fahren, egal was ist. Das war sicher nicht gut, allerdings habe ich beim Fahren vor lauter Adrenalin nichts gemerkt. Erst beim Aussteigen kamen die Schmerzen. Morgen kann ich wahrscheinlich nicht mehr laufen, aber das ist egal.“ Bei seinem letzten Stint (Fahrzeit zwischen zwei Boxenstopps) gegen Rennende fiel zu allem Überfluss noch der Funkkontakt aus und Scherer musste ohne Unterstützung des Inter-Europol-Kommandostands fahren. Die Mechaniker versuchten mit selbstgebauten Tafeln Scherer an der Boxenmauer mit Informationen zu versehen. Nach einer Verwarnung durch die Rennleitung stellten sie die Aktionen wieder ein.

### LMGTE-Am
2023 endete in Le Mans die Zeit der GTE-Fahrzeuge. Nachdem die GTE-Pro-Wagen bereits 2022 ihr letztes Rennen bestritten hatten, war 2023 auch für die Amateur-Klasse dieser GT-Rennwagen Schluss. Ab 2024 fahren GT3-Wagen in Le Mans. Die Klasse gewannen Nicky Catsburg, Ben Keating und Nicolás Varrone im Chevrolet Corvette C8.R, die zwischenzeitlich schon zwei Runden Rückstand auf die Klassenführung hatten. Im Ziel hatte das Trio dann eine Runde Vorsprung auf Ahmad Al Harthy, Michael Dinan und Charlie Eastwood im Aston Martin Vantage AMR.

### Garage 56 und die NASCAR
Die Garage 56 für innovative Fahrzeuge und besondere Fahrer (zweimal waren schwerstbehinderte am Start) wurde 2023 an einen Chevrolet Camaro ZL1 der NASCAR vergeben, der eine besondere Publikumsattraktion war. Wie in der US-amerikanischen Rennserie waren bei dem von Hendrick Motorsports eingesetzten Wagen die Türen verschweißt und die Fenster nur durch Netzte gesichert. Reifenwechsel erfolgten mit händisch zu bedienenden Wagenhebern, wobei die Boxenstopps nur unwesentlich langsamer waren als die der Konkurrenz. Gefahren wurde der Wagen von Jenson Button, dem Formel-1-Weltmeister des Jahres 2009, dem siebenfachen NASCAR-Meister Jimmie Johnson und von Mike Rockenfeller, dem Le-Mans-Sieger von 2010 und DTM-Gesamtsieger 2013. Trotz einiger technischer Probleme kam das Team in die Endwertung und erreichte den 39. Rang im Schlussklassement.

## Einladungen
Abweichend von den Jahren davor veröffentlichte der Automobile Club de l’Ouest im Herbst 2022 noch keine vollständige Einladungsliste für das 24-Stunden-Rennen. Einladungen gab es für Teams der European Le Mans Series des Michelin Le Mans Cup und der IMSA WeatherTech SportsCar Championship. 2023 gab es in Le Mans das 100-jährige Jubiläum der Veranstaltung, die 1923 zum ersten Mal ausgetragen wurde. Dazu kündigte der ACO ein umfangreiches Programm rund um das Rennwochenende an.

### Startliste
| Startliste | Startliste                | Startliste               | Startliste | Startliste               | Startliste            | Startliste          |
| Nr.        | Team                      | Fahrzeug                 | Reifen     | Fahrer                   | Fahrer                | Fahrer              |
| ---------- | ------------------------- | ------------------------ | ---------- | ------------------------ | --------------------- | ------------------- |
| LMH        |                           |                          |            |                          |                       |                     |
| 2          | Cadillac Racing           | Cadillac V-Series.R      | M          | Earl Bamber              | Alex Lynn             | Richard Westbrook   |
| 3          | Cadillac Racing           | Cadillac V-Series.R      | M          | Sébastien Bourdais       | Renger van der Zande  | Scott Dixon         |
| 4          | Floyd Vanwall Racing Team | Vanwall Vandervell 680   | M          | Tom Dillmann             | Esteban Guerrieri     | Tristan Vautier     |
| 5          | Porsche Penske Motorsport | Porsche 963              | M          | Dane Cameron             | Michael Christensen   | Frédéric Makowiecki |
| 6          | Porsche Penske Motorsport | Porsche 963              | M          | Kévin Estre              | André Lotterer        | Laurens Vanthoor    |
| 7          | Toyota Gazoo Racing       | Toyota GR010 Hybrid      | M          | Mike Conway              | Kamui Kobayashi       | José María López    |
| 8          | Toyota Gazoo Racing       | Toyota GR010 Hybrid      | M          | Sébastien Buemi          | Brendon Hartley       | Ryō Hirakawa        |
| 38         | Hertz Team Jota           | Porsche 963              | M          | António Félix da Costa   | Will Stevens          | Ye Yifei            |
| 50         | Ferrari AF Corse          | Ferrari 499P             | M          | Antonio Fuoco            | Miguel Molina         | Nicklas Nielsen     |
| 51         | Ferrari AF Corse          | Ferrari 499P             | M          | Alessandro Pier Guidi    | James Calado          | Antonio Giovinazzi  |
| 75         | Porsche Penske Motorsport | Porsche 963              | M          | Felipe Nasr              | Mathieu Jaminet       | Nick Tandy          |
| 93         | Peugeot TotalEnergies     | Peugeot 9X8              | M          | Paul di Resta            | Mikkel Jensen         | Jean-Éric Vergne    |
| 94         | Peugeot TotalEnergies     | Peugeot 9X8              | M          | Loïc Duval               | Gustavo Menezes       | Nico Müller         |
| 311        | Action Express Racing     | Cadillac V-Series.R      | M          | Luís Felipe Derani       | Alexander Sims        | Jack Aitken         |
| 708        | Glickenhaus Racing        | Glickenhaus SCG 007 LMH  | M          | Romain Dumas             | Olivier Pla           | Ryan Briscoe        |
| 709        | Glickenhaus Racing        | Glickenhaus SCG 007 LMH  | M          | Franck Mailleux          | Nathanaël Berthon     | Esteban Gutiérrez   |
| LMP2       |                           |                          |            |                          |                       |                     |
| 9          | Prema Racing              | Oreca 07                 | G          | Bent Viscaal             | Juan Manuel Correa    | Filip Ugran         |
| 10         | Vector Sport              | Oreca 07                 | G          | Ryan Cullen              | Gabriel Aubry         | Matthias Kaiser     |
| 13         | Tower Motorsports         | Oreca 07                 | G          | Steven Thomas            | René Rast             | Ricky Taylor        |
| 14         | Nielsen Racing            | Oreca 07                 | G          | Rodrigo Sales            | Mathias Beche         | Ben Hanley          |
| 22         | United Autosports         | Oreca 07                 | G          | Philip Hanson            | Filipe Albuquerque    | Frederick Lubin     |
| 23         | United Autosports         | Oreca 07                 | G          | Josh Pierson             | Tom Blomqvist         | Oliver Jarvis       |
| 28         | Jota                      | Oreca 07                 | G          | David Heinemeier Hansson | Oliver Rasmussen      | Pietro Fittipaldi   |
| 30         | Duqueine Team             | Oreca 07                 | G          | Neel Jani                | René Binder           | Nico Pino           |
| 31         | Team WRT                  | Oreca 07                 | G          | Sean Gelael              | Robin Frijns          | Ferdinand Habsburg  |
| 32         | Inter Europol Competition | Oreca 07                 | G          | Mark Kvamme              | Jan Magnussen         | Anders Fjordbach    |
| 34         | Inter Europol Competition | Oreca 07                 | G          | Jakub Śmiechowski        | Albert Costa          | Fabio Scherer       |
| 35         | Alpine ELF Team           | Oreca 07                 | G          | André Negrão             | Olli Caldwell         | Memo Rojas          |
| 36         | Alpine ELF Team           | Oreca 07                 | G          | Matthieu Vaxivière       | Julien Canal          | Charles Milesi      |
| 37         | Cool Racing               | Oreca 07                 | G          | Nicolas Lapierre         | Alexandre Coigny      | Malthe Jakobsen     |
| 39         | Graff Racing              | Oreca 07                 | G          | Roberto Lacorte          | Giedo van der Garde   | Patrick Pilet       |
| 41         | Team WRT                  | Oreca 07                 | G          | Rui Andrade              | Louis Delétraz        | Robert Kubica       |
| 43         | DKR Engineering           | Oreca 07                 | G          | Tom Van Rompuy           | Ugo de Wilde          | Maxime Martin       |
| 45         | Algarve Pro Racing        | Oreca 07                 | G          | George Kurtz             | James Allen           | Colin Braun         |
| 47         | Cool Racing               | Oreca 07                 | G          | Reshad de Gerus          | Vladislav Lomko       | Simon Pagenaud      |
| 48         | Idec Sport                | Oreca 07                 | G          | Paul Lafargue            | Paul-Loup Chatin      | Laurents Hörr       |
| 63         | Prema Racing              | Oreca 07                 | G          | Doriane Pin              | ---- Daniil Kwjat     | Mirko Bortolotti    |
| 65         | Panis Racing              | Oreca 07                 | G          | Manuel Maldonado         | Tijmen van der Helm   | Job van Uitert      |
| 80         | AF Corse                  | Oreca 07                 | G          | François Perrodo         | Ben Barnicoat         | Norman Nato         |
| 923        | Racing Team Turkey        | Oreca 07                 | G          | Salih Yoluç              | Tom Gamble            | Dries Vanthoor      |
| LMGTE-Am   |                           |                          |            |                          |                       |                     |
| 16         | Proton Competition        | Porsche 911 RSR-19       | M          | Ryan Hardwick            | Zacharie Robichon     | Jan Heylen          |
| 21         | AF Corse                  | Ferrari 488 GTE Evo      | M          | Simon Mann               | Julien Piguet         | Ulysse de Pauw      |
| 25         | ORT by TF                 | Aston Martin Vantage AMR | M          | Ahmad Al Harthy          | Michael Dinan         | Charlie Eastwood    |
| 33         | Corvette Racing           | Chevrolet Corvette C8.R  | M          | Nicky Catsburg           | Ben Keating           | Nicolás Varrone     |
| 54         | AF Corse                  | Ferrari 488 GTE Evo      | M          | Thomas Flohr             | Francesco Castellacci | Davide Rigon        |
| 55         | GMB Motorsport            | Aston Martin Vantage AMR | M          | Gustav Dahlmann Birch    | Marco Sørensen        | Jens Møller         |
| 56         | Project 1-AO              | Porsche 911 RSR-19       | M          | P. J. Hyett              | Gunnar Jeannette      | Matteo Cairoli      |
| 57         | Kessel Racing             | Ferrari 488 GTE Evo      | M          | Takeshi Kimura           | Scott Huffaker        | Daniel Serra        |
| 60         | Iron Lynx                 | Porsche 911 RSR-19       | M          | Claudio Schiavoni        | Matteo Cressoni       | Alessio Picariello  |
| 66         | JMW Motorsport            | Ferrari 488 GTE Evo      | M          | Thomas Neubauer          | Louis Prette          | Giacomo Petrobelli  |
| 72         | TF Sport                  | Aston Martin Vantage AMR | M          | Arnold Robin             | Maxime Robin          | Valentin Hasse-Clot |
| 74         | Kessel Racing             | Ferrari 488 GTE Evo      | M          | Kei Cozzolino            | Yorikatsu Tsujiko     | Naoki Yokomizo      |
| 77         | Dempsey-Proton Racing     | Porsche 911 RSR-19       | M          | Christian Ried           | Julien Andlauer       | Mikkel Pedersen     |
| 83         | Richard Mille AF Corse    | Ferrari 488 GTE Evo      | M          | Luís Pérez Companc       | Alessio Rovera        | Lilou Wadoux        |
| 85         | Iron Dames                | Porsche 911 RSR-19       | M          | Sarah Bovy               | Michelle Gatting      | Rahel Frey          |
| 86         | GR Racing                 | Porsche 911 RSR-19       | M          | Mike Wainwright          | Ben Barker            | Riccardo Pera       |
| 88         | Proton Competition        | Porsche 911 RSR-19       | M          | Harry Tincknell          | Jonas Ried            | Don Yount           |
| 98         | Northwest AMR             | Aston Martin Vantage AMR | M          | Paul Dalla Lana          | Axcil Jefferies       | Nicki Thiim         |
| 98         | Northwest AMR             | Aston Martin Vantage AMR | M          | Ian James                | Daniel Mancinelli     | Alex Riberas        |
| 100        | Walkenhorst Motorsport    | Ferrari 488 GTE Evo      | M          | Chandler Hull            | Andrew Haryanto       | Jeff Segal          |
| 777        | D'Station Racing AMR      | Aston Martin Vantage AMR | M          | Satoshi Hoshino          | Casper Stevenson      | Tomonobu Fujii      |
| 911        | Proton Competition        | Porsche 911 RSR-19       | M          | Michael Fassbender       | Richard Lietz         | Martin Rump         |
| Garage 56  |                           |                          |            |                          |                       |                     |
| 24         | Hendrick Motorsports      | Chevrolet Camaro ZL1     | G          | Jimmie Johnson           | Mike Rockenfeller     | Jenson Button       |

### Reservefahrzeuge
Wie in den Jahren davor veröffentlichte der ACO zeitgleich mit der ersten vorläufigen Startliste auch eine Liste der Reservefahrzeuge. In der Liste von eins bis zehn nominiert, rücken die Fahrzeuge in dieser Reihenfolge für Ausfälle in der ursprünglichen Startliste nach.
| Klasse   | Nr. | Team                 | Fahrzeug                 | Nominierter Fahrer | Nominierter Fahrer | Nominierter Fahrer |
| -------- | --- | -------------------- | ------------------------ | ------------------ | ------------------ | ------------------ |
| LMGTE-Am | 555 | Spirit of Race       | Ferrari 488 GTE Evo      | Duncan Cameron     | Matt Griffin       | David Perel        |
| LMP2     | 81  | Dragonspeed USA      | Oreca 07                 | Henrik Hedman      | Juan Pablo Montoya | Sebastián Montoya  |
| LMGTE-Am | 82  | Risi Competizione    | Ferrari 488 GTE Evo      | Toni Vilander      |                    |                    |
| LMP2     | 15  | Nielsen Racing       | Oreca 07                 | Anthony Wells      | Matthew Bell       |                    |
| LMGTE-Am | 46  | Team Project 1       | Porsche 911 RSR-19       | Timo Glock         |                    |                    |
| LMP2     | 44  | ARC Bratislava       | Oreca 07                 | Miroslav Konôpka   |                    |                    |
| LMGTE-Am | 52  | Formula Racing       | Ferrari 488 GTE Evo      | Johnny Laursen     | Conrad Laursen     |                    |
| LMGTE-Am | 95  | TF Sport             | Aston Martin Vantage AMR | John Hartshorne    |                    |                    |
| LMGTE-Am | 59  | Garage 59            | Ferrari 488 GTE Evo      | Alexander West     |                    |                    |
| LMGTE-Am | 27  | Heart of Racing Team | Aston Martin Vantage AMR | Ian James          |                    |                    |

### Änderungen in der Startliste
- Mark Kvamme ersetzte Charles Crews im Oreca 07 mit der Startnummer 32
- Kei Cozzolino ersetzte David Fumanelli im Ferrari 488 GTE Evo mit der Startnummer 74
- Harry Tincknell ersetzte Gianmaria Bruni im Porsche 911 RSR-19 mit der Startnummer 89
- Julien Piguet ersetzte Stefano Costantini im Ferrari 488 GTE Evo mit der Startnummer 21
- Tristan Vautier ersetzte Jacques Villeneuve im Vanwall Vandervell 680 mit der Startnummer 4
- Casper Stevenson ersetzte Charlie Fagg im Aston Martin Vantage AMR mit der Startnummer 777
- Jonas Ried ersetzte Brendan Iribe im Porsche 911 RSR-19 mit der Startnummer 89
- Don Yount ersetzte Ollie Millroy im Porsche 911 RSR-19 mit der Startnummer 89
- Steven Thomas ersetzte John Farano im Oreca 07 mit der Startnummer 13
- Roberto Lacorte ersetzte François Hériau im Oreca 07 mit der Startnummer 39

## Trainingszeiten

### Qualifikation
| Pos. | Klasse     | Nr. | Team                      | Qualifikation | Hyperpole | Startplatz |
| ---- | ---------- | --- | ------------------------- | ------------- | --------- | ---------- |
| 1    | Hypercar   | 50  | Ferrari - AF Corse        | 3:25.213      | 3:22.982  | 1          |
| 2    | Hypercar   | 51  | Ferrari - AF Corse        | 3:25.412      | 3:23.755  | 2          |
| 3    | Hypercar   | 8   | Toyota Gazoo Racing       | 3:25.749      | 3:24.451  | 3          |
| 4    | Hypercar   | 75  | Porsche Penske Motorsport | 3:25.868      | 3:24.531  | 4          |
| 5    | Hypercar   | 7   | Toyota Gazoo Racing       | 3:25.485      | 3:24.933  | 5          |
| 6    | Hypercar   | 2   | Cadillac Racing           | 3:26.020      | 3:25.170  | 6          |
| 7    | Hypercar   | 5   | Porsche Penske Motorsport | 3:25.848      | 3:25.176  | 7          |
| 8    | Hypercar   | 3   | Cadillac Racing           | 3:25.924      | 3:25.521  | 8          |
| 9    | Hypercar   | 6   | Porsche Penske Motorsport | 3:26.900      |           | 9          |
| 10   | Hypercar   | 93  | Peugeot TotalEnergies     | 3:27.260      |           | 10         |
| 11   | Hypercar   | 94  | Peugeot TotalEnergies     | 3:27.850      |           | 11         |
| 12   | Hypercar   | 311 | Action Express Racing     | 3:27.960      |           | 12         |
| 13   | Hypercar   | 708 | Glickenhaus Racing        | 3:28.497      |           | 13         |
| 14   | Hypercar   | 709 | Glickenhaus Racing        | 3:29.082      |           | 14         |
| 15   | Hypercar   | 4   | Floyd Vanwall Racing Team | 3:29.745      |           | 15         |
| 16   | LMP2       | 48  | IDEC Sport                | 3:34.985      | 3:32.923  | 16         |
| 17   | LMP2       | 28  | Jota                      | 3:34.751      | 3:33.035  | 17         |
| 18   | LMP2       | 41  | Team WRT                  | 3:34.753      | 3:33.240  | 18         |
| 19   | LMP2       | 47  | Cool Racing               | 3:35.105      | 3:33.580  | 19         |
| 20   | LMP2       | 63  | Prema Racing              | 3:34.793      | 3:33.983  | 20         |
| 21   | LMP2       | 14  | Nielsen Racing            | 3:35.453      | 3:34.021  | 21         |
| 22   | LMP2       | 9   | Prema Racing              | 3:35.392      | 3:34.658  | 22         |
| 23   | LMP2       | 10  | Vector Sport              | 3:34.985      | 3:35.091  | 23         |
| 24   | LMP2       | 45  | Algarve Pro Racing        | 3:35.578      |           | 24         |
| 25   | LMP2       | 22  | United Autosports         | 3:35.587      |           | 25         |
| 26   | LMP2       | 923 | Racing Team Turkey        | 3:35.658      |           | 26         |
| 27   | LMP2       | 65  | Panis Racing              | 3:35.691      |           | 27         |
| 28   | LMP2       | 34  | Inter Europol Competition | 3:35.755      |           | 28         |
| 29   | LMP2       | 23  | United Autosports         | 3:35.853      |           | 29         |
| 30   | LMP2       | 31  | Team WRT                  | 3:35.853      |           | 30         |
| 31   | LMP2       | 37  | Cool Racing               | 3:36.271      |           | 31         |
| 32   | LMP2       | 80  | AF Corse                  | 3:36.483      |           | 32         |
| 33   | LMP2       | 43  | DKR Engineering           | 3:37.146      |           | 33         |
| 34   | LMP2       | 35  | Alpine Elf Team           | 3:37.498      |           | 34         |
| 35   | LMP2       | 30  | Duqueine Team             | 3:37.584      |           | 35         |
| 36   | LMP2       | 32  | Inter Europol Competition | 3:39.303      |           | 36         |
| 37   | Innovative | 24  | Hendrick Motorsports      | 3:47.976      |           | 37         |
| 38   | LMP2       | 39  | Graff Racing              | 3:49.288      |           | 38         |
| 39   | LMGTE Am   | 33  | Corvette Racing           | 3:52.228      | 3:52.376  | 39         |
| 40   | LMGTE Am   | 25  | ORT by TF                 | 3:52.431      | 3:53.905  | 40         |
| 41   | LMGTE Am   | 54  | AF Corse                  | 3:51.914      | 3:54.582  | 41         |
| 42   | LMGTE Am   | 21  | AF Corse                  | 3:52.968      | 3:54.744  | 42         |
| 43   | LMGTE Am   | 83  | Richard Mille AF Corse    | 3:51.877      | 3:55.033  | 43         |
| 44   | LMGTE Am   | 57  | Kessel Racing             | 3:52.459      | 3:55.637  | 44         |
| 45   | LMGTE Am   | 55  | GMB Motorsport            | 3:52.484      | 3:57.240  | 45         |
| 46   | LMGTE Am   | 74  | Kessel Racing             | 3:53.263      | 3:59.648  | 46         |
| 47   | LMGTE Am   | 77  | Dempsey-Proton Racing     | 3:53.481      |           | 47         |
| 48   | LMGTE Am   | 86  | GR Racing                 | 3:53.531      |           | 48         |
| 49   | LMGTE Am   | 100 | Walkenhorst Motorsport    | 3:53.590      |           | 49         |
| 50   | LMGTE Am   | 85  | Iron Dames                | 3:53.603      |           | 50         |
| 51   | LMGTE Am   | 60  | Iron Lynx                 | 3:53.626      |           | 51         |
| 52   | LMGTE Am   | 72  | TF Sport                  | 3:53.703      |           | 52         |
| 53   | LMGTE Am   | 56  | Project 1 – AO            | 3:53.947      |           | 53         |
| 54   | LMGTE Am   | 911 | Proton Competition        | 3:54.129      |           | 54         |
| 55   | LMGTE Am   | 16  | Proton Competition        | 3:54.293      |           | 55         |
| 56   | LMGTE Am   | 98  | NorthWest AMR             | 3:54.498      |           | 56         |
| 57   | LMGTE Am   | 66  | JMW Motorsport            | 3:55.991      |           | 57         |
| 58   | LMGTE Am   | 88  | Proton Competition        | 3:58.486      |           | 58         |
| 59   | LMP2       | 36  | Alpine Elf Team           | 3:59.171      |           | 59         |
| 60   | LMP2       | 13  | Tower Motorsports         | keine Zeit    |           | 61         |
| 61   | Hypercar   | 38  | Hertz Team Jota           | keine Zeit    |           | 60         |
| 62   | LMGTE Am   | 777 | D'Station Racing          | keine Zeit    |           | 62         |

## Ergebnisse

### Piloten nach Nationen
| 33 Franzosen      | 24 Briten     | 20 US-Amerikaner | 15 Italiener        | 13 Dänen       |
| 9 Belgier         | 9 Schweizer   | 8 Japaner        | 7 Niederländer      | 6 Deutsche     |
| 5 Brasilianer     | 4 Argentinier | 3 Iren           | 3 Neuseeländer      | 3 Österreicher |
| 3 Portugiesen     | 3 Spanier     | 2 Australier     | 2 Indonesier        | 2 Mexikaner    |
| 2 Polen           | 1 Chilene     | 1 Chinese        | 1 Este              | 1 Kanadier     |
| 1 Liechtensteiner | 1 Omani       | 1 Rumäne         | ---- 1 Staatenloser | 1 Türke        |
| 1 Venozelaner     |               |                  |                     |                |

### Schlussklassement
| Pos.        | Klasse    | Nr. | Team                      | Fahrer                                                      | Chassis                  | Motor                                      | Reifen | Runden |
| ----------- | --------- | --- | ------------------------- | ----------------------------------------------------------- | ------------------------ | ------------------------------------------ | ------ | ------ |
| 1           | LMH       | 51  | Ferrari - AF Corse        | Alessandro Pier Guidi James Calado Antonio Giovinazzi       | Ferrari 499P             | Ferrari 3.0L V6 à 90° Bi-Turbo Hybrid      | M      | 342    |
| 2           | LMH       | 8   | Toyota Gazoo Racing       | Sébastien Buemi Brendon Hartley Ryō Hirakawa                | Toyota GR010 Hybrid      | Toyota THS-R 3.5L V6 à 90° Bi-Turbo Hybrid | M      | 342    |
| 3           | LMH       | 2   | Cadillac Racing           | Earl Bamber Alex Lynn Richard Westbrook                     | Cadillac V-Series.R      | Cadillac LMC55R 5.5L V8 Hybrid             | M      | 341    |
| 4           | LMH       | 3   | Cadillac Racing           | Sébastien Bourdais Renger van der Zande Scott Dixon         | Cadillac V-Series.R      | Cadillac LMC55R 5.5L V8 Hybrid             | M      | 340    |
| 5           | LMH       | 50  | Ferrari - AF Corse        | Antonio Fuoco Miguel Molina Nicklas Nielsen                 | Ferrari 499P             | Ferrari 3.0L V6 à 90° Bi-Turbo Hybrid      | M      | 337    |
| 6           | LMH       | 708 | Glickenhaus Racing        | Romain Dumas Olivier Pla Ryan Briscoe                       | Glickenhaus SCG 007 LMH  | Pipo Moteurs 3.5L V8 Bi-Turbo              | M      | 335    |
| 7           | LMH       | 709 | Glickenhaus Racing        | Franck Mailleux Nathanaël Berthon Esteban Gutiérrez         | Glickenhaus SCG 007 LMH  | Pipo Moteurs 3.5L V8 Bi-Turbo              | M      | 333    |
| 8           | LMH       | 93  | Peugeot TotalEnergies     | Paul di Resta Mikkel Jensen Jean-Éric Vergne                | Peugeot 9X8              | Peugeot 2.6 V6 Bi-Turbo Hybrid             | M      | 330    |
| 9           | LMP2      | 34  | Inter Europol Competition | Jakub Śmiechowski Albert Costa Fabio Scherer                | Oreca 07                 | Gibson GK428 4.2L V8 à 90°                 | G      | 328    |
| 10          | LMP2      | 41  | Team WRT                  | Rui Andrade Louis Delétraz Robert Kubica                    | Oreca 07                 | Gibson GK428 4.2 L V8                      | G      | 328    |
| 11          | LMP2      | 30  | Duqueine Team             | René Binder Neel Jani Nico Pino                             | Oreca 07                 | Gibson GK428 4.2 L V8                      | G      | 327    |
| 12          | LMP2      | 36  | Alpine Elf Team           | Julien Canal Charles Milesi Matthieu Vaxivière              | Oreca 07                 | Gibson GK428 4.2 L V8                      | G      | 327    |
| 13          | LMP2      | 31  | Team WRT                  | Robin Frijns Sean Gelael Ferdinand Habsburg                 | Oreca 07                 | Gibson GK428 4.2 L V8                      | G      | 327    |
| 14          | LMP2      | 48  | IDEC Sport                | Paul-Loup Chatin Laurents Hörr Paul Lafargue                | Oreca 07                 | Gibson GK428 4.2 L V8                      | G      | 327    |
| 15          | LMP2      | 10  | Vector Sport              | Gabriel Aubry Ryan Cullen Matthias Kaiser                   | Oreca 07                 | Gibson GK428 4.2 L V8                      | G      | 325    |
| 16          | LMH       | 5   | Porsche Penske Motorsport | Dane Cameron Michael Christensen Frédéric Makowiecki        | Porsche 963              | Porsche 9RD 4.6L V8 Bi-Turbo Hybrid        | M      | 329    |
| 17          | LMH       | 311 | Action Express Racing     | Jack Aitken Luís Felipe Derani Alexander Sims               | Cadillac V-Series.R      | Cadillac LMC55R 5.5L V8 Hybrid             | M      | 324    |
| 18          | LMP2      | 23  | United Autosports         | Tom Blomqvist Oliver Jarvis Josh Pierson                    | Oreca 07                 | Gibson GK428 4.2 L V8                      | G      | 323    |
| 19          | LMP2      | 35  | Alpine Elf Team           | Olli Caldwell André Negrão Memo Rojas                       | Oreca 07                 | Gibson GK428 4.2 L V8                      | G      | 322    |
| 20          | LMP2      | 45  | Algarve Pro Racing        | James Allen Colin Braun George Kurtz                        | Oreca 07                 | Gibson GK428 4.2 L V8                      | G      | 322    |
| 21          | LMP2      | 22  | United Autosports         | Filipe Albuquerque Philip Hanson Frederick Lubin            | Oreca 07                 | Gibson GK428 4.2 L V8                      | G      | 321    |
| 22          | LMH       | 6   | Porsche Penske Motorsport | Kévin Estre André Lotterer Laurens Vanthoor                 | Porsche 963              | Porsche 9RD 4.6L V8 Bi-Turbo Hybrid        | M      | 320    |
| 23          | LMP2      | 37  | Cool Racing               | Alexandre Coigny Malthe Jakobsen Nicolas Lapierre           | Oreca 07                 | Gibson GK428 4.2 L V8                      | G      | 317    |
| 24          | LMP2      | 28  | Jota                      | Pietro Fittipaldi David Heinemeier Hansson Oliver Rasmussen | Oreca 07                 | Gibson GK428 4.2 L V8                      | G      | 316    |
| 25          | LMP2      | 65  | Panis Racing              | Tijmen van der Helm Manuel Maldonado Job van Uitert         | Oreca 07                 | Gibson GK428 4.2 L V8                      | G      | 316    |
| 26          | LMGTE-Am  | 33  | Corvette Racing           | Nicky Catsburg Ben Keating Nicolás Varrone                  | Chevrolet Corvette C8.R  | Chevrolet LT6 5.5 L V8                     | M      | 313    |
| 27          | LMH       | 94  | Peugeot TotalEnergies     | Loïc Duval Gustavo Menezes Nico Müller                      | Peugeot 9X8              | Peugeot 2.6 V6 Bi-Turbo Hybrid             | M      | 312    |
| 28          | LMGTE-Am  | 25  | ORT by TF                 | Ahmad Al Harthy Michael Dinan Charlie Eastwood              | Aston Martin Vantage AMR | Aston Martin 4.0 L Turbo V8                | M      | 312    |
| 29          | LMGTE-Am  | 86  | GR Racing                 | Ben Barker Riccardo Pera Mike Wainwright                    | Porsche 911 RSR-19       | Porsche 4.2 L Flat-6                       | M      | 312    |
| 30          | LMGTE-Am  | 85  | Iron Dames                | Sarah Bovy Rahel Frey Michelle Gatting                      | Porsche 911 RSR-19       | Porsche 4.2 L Flat-6                       | M      | 312    |
| 31          | LMGTE-Am  | 54  | AF Corse                  | Francesco Castellacci Thomas Flohr Davide Rigon             | Ferrari 488 GTE Evo      | Ferrari F154CB 3.9 L Turbo V8              | M      | 312    |
| 32          | LMP2      | 43  | DKR Engineering           | Maxime Martin Tom Van Rompuy Ugo de Wilde                   | Oreca 07                 | Gibson GK428 4.2 L V8                      | G      | 311    |
| 33          | LMGTE-Am  | 98  | Northwest AMR             | Ian James Daniel Mancinelli Alex Riberas                    | Aston Martin Vantage AMR | Aston Martin 4.0 L Turbo V8                | M      | 310    |
| 34          | LMP2      | 9   | Prema Racing              | Juan Manuel Correa Filip Ugran Bent Viscaal                 | Oreca 07                 | Gibson GK428 4.2 L V8                      | G      | 310    |
| 35          | LMGTE-Am  | 56  | Project 1 - AO            | Matteo Cairoli P. J. Hyett Gunnar Jeannette                 | Porsche 911 RSR-19       | Porsche 4.2 L Flat-6                       | M      | 309    |
| 36          | LMGTE-Am  | 100 | Walkenhorst Motorsport    | Andrew Haryanto Chandler Hull Jeff Segal                    | Ferrari 488 GTE Evo      | Ferrari F154CB 3.9 L Turbo V8              | M      | 307    |
| 37          | LMP2      | 39  | Graff Racing              | Giedo van der Garde Roberto Lacorte Patrick Pilet           | Oreca 07                 | Gibson GK428 4.2 L V8                      | G      | 303    |
| 38          | LMGTE-Am  | 74  | Kessel Racing             | Kei Cozzolino Yorikatsu Tsujiko Naoki Yokomizo              | Ferrari 488 GTE Evo      | Ferrari F154CB 3.9 L Turbo V8              | M      | 303    |
| 39          | Garage 56 | 24  | Hendrick Motorsports      | Jenson Button Jimmie Johnson Mike Rockenfeller              | Chevrolet Camaro ZL1     | Chevrolet 7.0L V8                          | G      | 285    |
| 40          | LMH       | 38  | Hertz Team Jota           | António Félix da Costa Will Stevens Ye Yifei                | Porsche 963              | Porsche 9RD 4.6 L Turbo V8 Hybrid          | M      | 244    |
| Ausgefallen |           |     |                           |                                                             |                          |                                            |        |        |
| 41          | LMGTE-Am  | 57  | Kessel Racing             | Scott Huffaker Takeshi Kimura Daniel Serra                  | Ferrari 488 GTE Evo      | Ferrari F154CB 3.9 L Turbo V8              | M      | 254    |
| 42          | LMGTE-Am  | 911 | Proton Competition        | Michael Fassbender Richard Lietz Martin Rump                | Porsche 911 RSR-19       | Porsche 4.2 L Flat-6                       | M      | 246    |
| 43          | LMP2      | 80  | AF Corse                  | Ben Barnicoat Norman Nato François Perrodo                  | Oreca 07                 | Gibson GK428 4.2 L V8                      | G      | 183    |
| 44          | LMGTE-Am  | 88  | Proton Competition        | Jonas Ried Harry Tincknell Don Yount                        | Porsche 911 RSR-19       | Porsche 4.2 L Flat-6                       | M      | 170    |
| 45          | LMH       | 4   | Floyd Vanwall Racing Team | Tom Dillmann Esteban Guerrieri Tristan Vautier              | Vanwall Vandervell 680   | Gibson GL458 4.5 L V8                      | M      | 165    |
| 46          | LMGTE-Am  | 777 | D'Station Racing          | Tomonobu Fujii Satoshi Hoshino Casper Stevenson             | Aston Martin Vantage AMR | Aston Martin 4.0 L Turbo V8                | M      | 163    |
| 47          | LMP2      | 47  | Cool Racing               | Reshad de Gerus Vladislav Lomko Simon Pagenaud              | Oreca 07                 | Gibson GK428 4.2 L V8                      | G      | 158    |
| 48          | LMGTE-Am  | 77  | Dempsey-Proton Racing     | Julien Andlauer Christian Ried Mikkel Pedersen              | Porsche 911 RSR-19       | Porsche 4.2 L Flat-6                       | M      | 118    |
| 49          | LMP2      | 32  | Inter Europol Competition | Mark Kvamme Jan Magnussen Anders Fjordbach                  | Oreca 07                 | Gibson GK428 4.2 L V8                      | G      | 117    |
| 50          | LMP2      | 63  | Prema Racing              | Mirko Bortolotti ---- Daniil Kwjat Doriane Pin              | Oreca 07                 | Gibson GK428 4.2 L V8                      | G      | 113    |
| 51          | LMH       | 7   | Toyota Gazoo Racing       | Mike Conway Kamui Kobayashi José María López                | Toyota GR010 Hybrid      | Toyota THS-R 3.5L V6 à 90° Bi-Turbo Hybrid | M      | 103    |
| 52          | LMGTE-Am  | 66  | JMW Motorsport            | Thomas Neubauer Giacomo Petrobelli Louis Prette             | Ferrari 488 GTE Evo      | Ferrari F154CB 3.9 L Turbo V8              | M      | 89     |
| 53          | LMP2      | 923 | Racing Team Turkey        | Tom Gamble Dries Vanthoor Salih Yoluç                       | Oreca 07                 | Gibson GK428 4.2 L V8                      | G      | 87     |
| 54          | LMH       | 75  | Porsche Penske Motorsport | Mathieu Jaminet Felipe Nasr Nick Tandy                      | Porsche 963              | Porsche 9RD 4.6 L Turbo V8 Hybrid          | M      | 84     |
| 55          | LMGTE-Am  | 72  | TF Sport                  | Valentin Hasse-Clot Arnold Robin Maxime Robin               | Aston Martin Vantage AMR | Aston Martin 4.0 L Turbo V8                | M      | 58     |
| 56          | LMGTE-Am  | 83  | Richard Mille AF Corse    | Luís Pérez Companc Alessio Rovera Lilou Wadoux              | Ferrari 488 GTE Evo      | Ferrari F154CB 3.9 L Turbo V8              | M      | 33     |
| 57          | LMGTE-Am  | 60  | Iron Lynx                 | Matteo Cressoni Alessio Picariello Claudio Schiavoni        | Porsche 911 RSR-19       | Porsche 4.2 L Flat-6                       | M      | 28     |
| 58          | LMGTE-Am  | 16  | Proton Competition        | Ryan Hardwick Jan Heylen Zacharie Robichon                  | Porsche 911 RSR-19       | Porsche 4.2 L Flat-6                       | M      | 28     |
| 59          | LMGTE-Am  | 55  | GMB Motorsport            | Gustav Dahlmann Birch Jens Møller Marco Sørensen            | Aston Martin Vantage AMR | Aston Martin 4.0 L Turbo V8                | M      | 21     |
| 60          | LMGTE-Am  | 21  | AF Corse                  | Simon Mann Ulysse de Pauw Julien Piguet                     | Ferrari 488 GTE Evo      | Ferrari F154CB 3.9 L Turbo V8              | M      | 21     |
| 61          | LMP2      | 13  | Tower Motorsports         | René Rast Ricky Taylor Steven Thomas                        | Oreca 07                 | Gibson GK428 4.2 L V8                      | G      | 19     |
| 62          | LMP2      | 14  | Nielsen Racing            | Mathias Beche Ben Hanley Rodrigo Sales                      | Oreca 07                 | Gibson GK428 4.2 L V8                      | G      | 18     |

### Nur in der Meldeliste
Weitere gemeldete Teams, Fahrzeuge und Fahrer finden sich in der Start- und Reserveliste.

### Klassensieger
| Klasse   | Fahrer                | Fahrer       | Fahrer             | Fahrzeug                | Platzierung im Gesamtklassement |
| -------- | --------------------- | ------------ | ------------------ | ----------------------- | ------------------------------- |
| LMH      | Alessandro Pier Guidi | James Calado | Antonio Giovinazzi | Ferrari 499P            | Gesamtsieg                      |
| LMP2     | Jakub Śmiechowski     | Albert Costa | Fabio Scherer      | Oreca 07                | Rang 10                         |
| LMGTE-Am | Nicky Catsburg        | Ben Keating  | Nicolás Varrone    | Chevrolet Corvette C8.R | Rang 28                         |

### Hypercar-Balance-of-Performance
| Fahrzeug                      | Mindestgewicht | Max. Leistung | Max. Energiemenge pro Stint | Hybridboost ab | Handicap Nachtanken |
| ----------------------------- | -------------- | ------------- | --------------------------- | -------------- | ------------------- |
| Cadillac V-Series.R (LMDh)    | 1046 kg (+ 11) | 513 kW        | 905 Megajoule (+ 1)         | 0 km/h         | 1,0 Sekunden        |
| Ferrari 449P (LMH)            | 1064 kg (+ 24) | 509 kW        | 901 Megajoule (+ 2)         | 190 km/h       | 1,2 Sekunden        |
| Glickenhaus SCG 007 LMH (LMH) | 1030 kg        | 520 kW        | 913 Megajoule               | –              | –                   |
| Peugeot 9X8 (LMH)             | 1042 kg        | 516 kW        | 908 Megajoule (- 1)         | 150 km/h       | 1,2 Sekunden        |
| Porsche 963 (LMDh)            | 1048 kg (+ 3)  | 516 kW        | 910 Megajoule               | 0 km/h         | 1,0 Sekunden        |
| Toyota GR010 Hybrid (LMH)     | 1080 kg (+ 37) | 512 kW        | 908 Megajoule (+ 4)         | 190 km/h       | 1,2 Sekunden        |
| Vanwall Vandervell 680 (LMH)  | 1030 kg        | 512 kW (+1)   | 901 Megajoule               | –              | –                   |

### Renndaten
- Gemeldet: 72
- Gestartet: 62
- Gewertet: 40
- Rennklassen: 3
- Zuschauer: 350.000
- Ehrenstarter des Rennens: LeBron James, US-amerikanischer Basketballer
- Wetter am Rennwochenende: kühl, Regen am späten Nachmittag und in den frühen Nachtstunden
- Streckenlänge: 13,626 km
- Fahrzeit des Siegerteams: 24:00:18,099 Stunden
- Runden des Siegerteams: 342
- Distanz des Siegerteams: 4660,092 km
- Siegerschnitt: 240,740 km/h
- Pole Position: Antonio Fuoco – Ferrari 499P (#50) – 3:22,982 = 241,700 km/h
- Schnellste Rennrunde: Antonio Fuoco – Ferrari 499P (#50) – 3:27,218 = 236,700 km/h
- Rennserie: 4. Lauf zur FIA-Langstrecken-Weltmeisterschaft 2023